# Hemiceras triopas
Hemiceras triopas är en fjärilsart som beskrevs av Paul Dognin 1908. Hemiceras triopas ingår i släktet Hemiceras och familjen tandspinnare. Inga underarter finns listade i Catalogue of Life.